# Jimmy Sinclair
James Hugh Sinclair (bekannt als Jimmy Sinclair; * 16. Oktober 1876 in Swellendam, Kapkolonie; † 23. Februar 1913 in Johannesburg, Südafrikanische Union) war ein südafrikanischer Cricketspieler, der zwischen 1896 und 1911 für die südafrikanische Nationalmannschaft spielte.

## Kindheit und Ausbildung
sinclair spielte erstmals mit 15 Jahren Cricket für die Wanderers in Johannesburg. Er durchlief eine Ausbildung als Banker.

## Aktive Karriere
Sinclair gab sein First-Class-Debüt in der Saison 1892/93 und spielte in der Folge für die Transvaal. Das Debüt in der Nationalmannschaft folgte beim Besuch des englischen Teams in der Saison 1895/96. Dort gelangen ihm im ersten Test drei (3/68) und im zweiten Spiel der Serie vier (4/118) Wickets. Als England in der Saison 1898/99 abermals nach Südafrika kam gelang ihm im ersten Test ein Fifty über 86 Runs. Im zweiten Test erzielte er ein Century über 106 Runs als Batter und insgesamt neun Wickets (6/26 & 3/63) als Bowler, was jedoch nicht zum Sieg reichte. Während des zweiten Burenkrieges kam er in ein Kriegsgefangenenlager und konnte daraus fliehen. In der Saison 1901 reiste er mit dem Team nach England und erreichte dort insgesamt 107 Wickets. Dem folgte in der Saison 1902/03 eine Tour gegen Australien. Hier konnte er jeweils in beiden Test-Einsätzen ein Century (101 Runs und 104 Runs) und im ersten Test drei Wickets (3/118) als Bowler beisteuern. Als er 1904 abermals nach England reiste, gelangen ihm insgesamt 100 Wickets.
In der Saison 1905/06 kam England ein weiteres Mal nach Südafrika. Im zweiten Test der erie konnte er dabei ein Fifty über 66 Runs und drei Wickets (3/35) erzielen. Im vierten Test konnte er dann insgesamt sieben Wickets (4/41 & 3/67) und vier Wickets (4/45) im abschließenden fünften Test. Seinen ersten Test in England erfolgte in der Saison 1907. Dabei gelang ihm lediglich im zweiten Test drei Wickets (3/23). Bei der Tour gegen England in der Saison 1909/10 konnte er nicht herausragen. Seine letzte Tour mit der Nationalmannschaft absolvierte er in der Saison 1910/11 in Australien. Dabei erreichte er im zweiten Test ein Fifty über 58* Runs. Er spielte noch eine weitete Saison First-Class-Cricket, bevor er auch dort seine Karriere beendete.
Neben Cricket absolvierte er auch Länderspiele im Rugby Union, wobei er sein Team unter anderem bei der Tour gegen die British Lions im Jahr 1903 vertrat, und Fußball.

## Nach der aktiven Karriere
In seinen letzten Jahren arbeitete er neben dem Sport im Bereich von Minen-Materialien und betätigte sich als Broker. Er verstarb im Jahr 1913 im Alter von 36 Jahren.